# 러브카미
러브카미(일본어: ラブーカミ）는 PULLTOP의 2010년 작 어덜트 게임이다.

## 줄거리
어느 날 갑자기 인간세계에 만명이 넘는 신들이 강림하게 되면서 이야기는 시작된다. 그리고 신들은 자신들이 인간생활에 적응할 수 있는 학교를 요구하는데, 주인공이 재학 중인 학교가 그 학교였다...

## 등장인물
- 아마테라스: 신의 주인.
- 주인공: 신들이 재학 중인 학교에 다니고 있다.
- 미코토: 주인공의 여동생. 공략 불가.
- 츠쿠요미: 달의 신. 자신은 별 능력이 없다고 고민하고 있다. 그녀의 루트에서는 별 능력이 없다 보니, 주인공이 "쉬어라"라는 말에 상처를 받기 이르나 마음을 알게 된 주인공이 그녀를 끌어안으면서 연인이 되나 그녀의 부모인 이자요이는 주인공을 죽이게 되고, 이로 인해 츠쿠요미는 진정한 힘에 눈뜨게 된다.[1] 곧, 그녀 주의에서 흘러나온 액으로 죽었던 주인공은 불사신이 되나 그녀는 자신의 힘이 다른 신을 죽인다는 것을 알게 된다. 결국, 그녀는 주인공과 함께 자신이 만든 세계에서 살아갈것을 다짐하나 아마테라스가 이를 보고는 그녀와 주인공을 원래 세계로 돌려 보낸다. 또한, 부모 이자요이도 주인공을 인정하고 그녀도 신의 힘을 버린 상태에서 주인공과 결혼하는 것으로 끝난다.
- 이나리: 여우 신. 그녀 루트에서 주인공과 사랑을 이루기 위하여 노력한다.
- 사쿠야: 인간을 혐오하는 신이다. 왜냐하면, 고대로부터 자매의 저주로 인해 사랑하는 사람이 고통을 겪기 때문이다. 그러나, 그녀 루트에서는 주인공이 두 사람을 서로 사랑한다고 말함으로써 이 저주를 극복한다. 곧, 아마테라스도 두 여자를 인간으로 만듬으로써 그녀의 루트는 끝난다.
- 이츠키: 신을 싫어하는 인간. 이유는 신이 자신의 부탁을 들어주지 않았기 때문이다.

## 게임 시스템
이 게임의 특징은 게임 도중에 태그를 표시한다는 것이다.

## 제작진
- 원화: 모토이 아유무(もとい あゆむ)
- 제작: PULLTOP